# Воскобойников, Дмитрий Вячеславович
Дми́трий Вячесла́вович Воскобо́йников (6 марта 1941, Москва — 2 декабря 2001, Москва) — советский волейболист, игрок сборной СССР (1962—1966). Олимпийский чемпион 1964, чемпион мира 1962, обладатель Кубка мира 1965, двукратный чемпион СССР. Мастер спорта СССР (1961). Мастер спорта СССР международного класса (1965). Заслуженный мастер спорта СССР (1990).

## Биография
Выступал за московские команды «Трудовые Резервы», «Буревестник»/МАИ, ЦСКА, «Динамо». В составе ЦСКА — чемпион СССР 1966, в составе МАИ и «Буревестника» — 3-кратный бронзовый призёр чемпионатов СССР (1960—1962). В составе сборной Москвы: чемпион (1963) и двукратный серебряный призёр (1959, 1967) Спартакиад народов СССР (одновременно чемпион и призёр чемпионатов СССР).
В 1962—1966 — игрок сборной СССР. В её составе становился чемпионом Олимпийских игр 1964, чемпионом мира 1962, обладателем Кубка мира 1965.
Умер в Москве 2 декабря 2001 года.

### Клубная карьера
- 1957—1959 —  «Трудовые Резервы» (Москва);
- 1959—1965 —  «Буревестник»/МАИ (Москва);
- 1966—1967 —  ЦСКА (Москва);
- 1967—1969 —  «Буревестник» (Москва);
- 1969—1971 —  «Динамо» (Москва).

## Достижения

### Со сборной СССР
- Олимпийский чемпион 1964.
- чемпион мира 1962;
  - бронзовый призёр чемпионата мира 1966.
- победитель розыгрыша Кубка мира 1965.
- бронзовый призёр чемпионата Европы 1963.

### Со сборной Москвы
- чемпион Спартакиады народов СССР 1963 (одновременно чемпион СССР);
  - двукратный серебряный призёр Спартакиад народов СССР (одновременно призёр чемпионатов СССР) — 1959, 1967.

### Клубные
- чемпион СССР 1966;
  - 3-кратный бронзовый призёр чемпионатов СССР — 1960, 1961, 1962.

## Награды и звания
- Медаль «За трудовое отличие».
- Почётный знак ОКР «За заслуги в развитии олимпийского движения в России» (2000).
- Мастер спорта СССР международного класса (1965).
- Заслуженный мастер спорта СССР (1990).